# Dmitriy Aleksanin
Dmitriy Aleksanin (né le 18 décembre 1991 à Almaty) est un escrimeur kazakh, spécialiste de l'épée.
Demi-finaliste du challenge Monal 2012, il est qualifié comme meilleur Asiatique-Océanien pour l'épreuve individuelle des Jeux olympiques de 2012 à Londres. Aux championnats du monde 2013 à Budapest, il atteint les quarts-de-finale mais est éliminé par l'Estonien Nikolai Novosjolov, qui remportera ensuite la compétition. Il termine 25e mondial de la Coupe du monde d'escrime 2012-2013.